# Muzeum Sztuki i Techniki Japońskiej „Manggha”

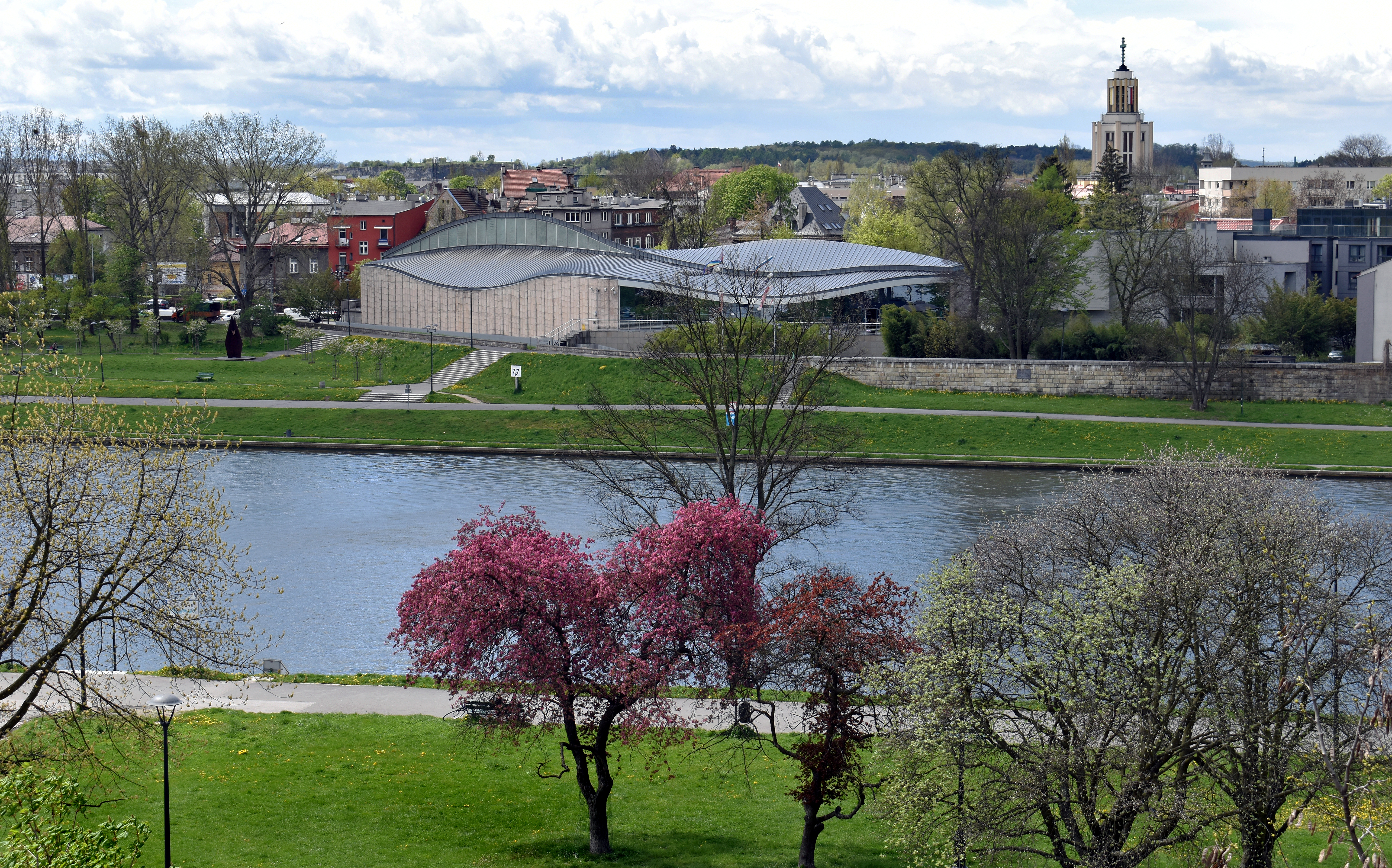
Widok z wawelskiego wzgórza

Muzeum Sztuki i Techniki Japońskiej „Manggha” (w latach 1994–2007 Centrum Sztuki i Techniki Japońskiej „Manggha”) – muzeum w Krakowie założone w 2007 roku, narodowa instytucja kultury, wpisane do Państwowego Rejestru Muzeów (nr 118) w 2013 roku.

## Historia
W 1920 roku krytyk, pisarz i kolekcjoner Feliks Jasieński przekazał krakowskiemu Muzeum Narodowemu swoje zbiory przedmiotów związanych z Japonią (w tym dzieła malarzy japońskich). Po śmierci kolekcjonera (1929) zbiory nie były wystawiane (czego powodem był m.in. brak miejsca, kolekcja liczyła bowiem ponad 6500 przedmiotów), z wyjątkiem wystawy w krakowskich Sukiennicach w 1944 roku. Wystawę tę zobaczył wówczas 19-letni Andrzej Wajda, który zafascynował się tą sztuką.
W 1987 roku Andrzej Wajda odebrał Nagrodę Kioto (Kyōto-shō). Postanowił całą sumę przeznaczyć na wybudowanie w Krakowie budynku, w którym można by umieścić zbiory Feliksa Jasieńskiego.
Zostało otwarte w 1994 roku jako Centrum Sztuki i Techniki Japońskiej Manggha. Przez pierwszych dziesięć lat istnienia stanowiło oddział Muzeum Narodowego w Krakowie, będąc zarazem miejscem aktywnej działalności Fundacji Kyoto-Kraków im. Andrzeja Wajdy i Krystyny Zachwatowicz. W roku 2005, usamodzielnione decyzją Ministra Kultury, otrzymało status państwowej instytucji kultury, a od roku 2007 działa jako placówka muzealna.
W realizacji tego planu Andrzeja Wajdę wsparły władze Krakowa oraz rząd Japonii (pomoc ambasadora Nagao Hyōdo). Do powstania muzeum przyczynili się także przyjaciele reżysera z Fundacji Kyoto-Kraków Andrzeja Wajdy i Krystyny Zachwatowicz. Około miliona dolarów przekazał na budowę centrum Związek Zawodowy Kolei Wschodniej Japonii (z przewodniczącym Akirą Matsuzakim).
Projekt koncepcyjny wykonał i podarował Fundacji Kyoto-Kraków znany, japoński architekt Arata Isozaki. Z biurem Isozakiego po stronie polskiej współpracował architekt Krzysztof Ingarden i JET Atelier. Jest to bardzo nowoczesny obiekt, odwołujący się jednak do dawnej sztuki japońskiej. W centrum znajdują się sale wystawowe oraz konferencyjne. Oprócz stałej ekspozycji organizowane są także wystawy czasowe (związane ze sztuką, kulturą i techniką japońską). Ponadto instytucja prowadzi kursy parzenia herbaty, układania kwiatów (ikebana) oraz kursy języka japońskiego. Centrum jest siedzibą Ogólnopolskiego Klubu Bonsai.
Centrum Sztuki i Techniki Japońskiej „Manggha” w Krakowie zostało otwarte 30 listopada 1994 roku.
W 1997 roku Centrum Manggha otrzymało Nagrodę Specjalną Fundacji Japońskiej.
11 lipca 2002 roku cesarz Akihito wraz z małżonką Michiko odwiedzili Mangghę. Na specjalne życzenie cesarza zorganizowana została wystawa drzeworytów dziewiętnastowiecznego artysty japońskiego Hiroshige Utagawy. Para cesarska ofiarowała Centrum sprzęt audiowizualny, który wykorzystywany jest w szkole języka japońskiego.
Od 1 grudnia 2004 roku Centrum Manggha jest samodzielną instytucją kultury. Do tego czasu była oddziałem Muzeum Narodowego w Krakowie. Od 2007 istnieje pod obecną nazwą.
W 2006 roku zostało wybrane jako jedna z 20 najciekawszych realizacji architektonicznych w Polsce po 1989 roku w konkursie „Polska. Ikony architektury”.

## Dyrektorzy
- Bogna Dziechciaruk-Maj (2005 – 31 grudnia 2022)[3]
- Katarzyna Nowak (od 1 stycznia 2023)[4][5]

## Status prawny
Centrum działa w oparciu o ustawę o organizowaniu i prowadzeniu działalności kulturalnej, ustawę o muzeach (jest wpisane do Państwowego Rejestru Muzeów od 2013 r.) oraz Statut Centrum Sztuki i Techniki Japońskiej MANGGHA. Zgodnie ze statutem Centrum jest państwową instytucją kultury posiadającą osobowość prawną, której organizatorem, sprawującym nadzór nad instytucją, jest minister właściwy do spraw kultury i ochrony dziedzictwa narodowego.

## Nazwa
Nazwa Manggha wywodzi się bezpośrednio od pseudonimu Feliksa Jasieńskiego, którego kolekcja stanowiła impuls dla powstania muzeum. Pseudonim ten nawiązuje z kolei do zbioru drzeworytów japońskiego artysty Hokusaia pod takim właśnie tytułem (jap. 漫画, we współczesnej transkrypcji: Manga). Obecnie wyraz ten ma poza Japonią nieco inne znaczenie i odnosi się do japońskich komiksów. Twórczość Hokusaia stanowi tylko niewielką część aktualnej kolekcji muzeum.
Instytucja została otwarta w 1994 roku jako Centrum Sztuki i Techniki Japońskiej „Manggha”, zaś w 2007 decyzją Ministra Kultury i Dziedzictwa Narodowego otrzymała status muzeum i zmieniła oficjalną nazwę na Muzeum Sztuki i Techniki Japońskiej „Manggha”. Feliks Jasieński uznawany jest za patrona muzeum.